# Santa Eugenia de Ézaro
Santa Eugenia de Ézaro (en gallego: Santa Uxía) es una localidad perteneciente al municipio de Dumbría, en la provincia de La Coruña, comunidad autónoma de Galicia, España.